# Équipe des Tonga féminine de volley-ball
L'équipe des Tonga de volley-ball féminin est composée des meilleures joueuses tongiennes sélectionnées par la Fédération Tongienne de volley-ball (Tonga National Volleyball Association, TNVA). Elle est actuellement classée au 82e rang de la FIVB au 15 janvier 2010.

## Sélection actuelle
Sélection pour les qualifications aux championnats du monde 2010.
Entraîneur :  Amos Valentine ; entraîneur-adjoint :  Nia Cortell